# Несміян Олена Володимирівна
Олена Володимирівна Несміян — українська продюсерка.

## Життєпис
Працювала в ТСН ("Студія 1+1"):
- Випусковим редактором відділу новин (в тому числі першого ефіру, 1997—2000)[1],
- Головним редактором відділу новин (2005—2006)[1],
- Керівником секретаріату департаменту інформаційного та суспільно-політичного мовлення (2007-2012),
- Заступником керівника департаменту інформаційного та суспільно-політичного мовлення (2012-2020),
- Головним продюсером (2006—2020)[1][2].

## Нагороди
- Орден «За заслуги» I ступеня (27 червня 2020) — за значний особистий внесок у державне будівництво, зміцнення національної безпеки, соціально-економічний, науково-технічний, культурно-освітній розвиток Української держави, вагомі трудові досягнення, багаторічну сумлінну працю[3]
- Заслужений журналіст України (2 червня 2007) — за вагомий особистий внесок у розвиток вітчизняної журналістики, відстоювання ідеалів демократії та свободи слова, високий професіоналізм і з нагоди Дня журналіста[4],
- медаль "За активне висвітлення в ЗМІ дій МНС" (17 вересня 2008) — за вагомий особистий внесок у висвітленні дій МНС України щодо забезпечення реалізації державної політики у сфері цивільної оборони, рятувальної справи, захисту населення і територій від надзвичайних ситуацій, запобігання цим ситуаціям та реагування на них, ліквідації їх наслідків та наслідків Чорнобильської катастрофи,[джерело?]
- Почесна грамота Кабінету Міністрів України (19 серпня 2009) — за вагомий особистий внесок в утвердження демократичних засад у суспільстві, розвиток свободи слова, високу професійну майстерність та з нагоди Дня Незалежності України,[джерело?]
- нагрудний знак «Знак пошани» (3 березня 2016) — за значний особистий внесок у справу розбудови, розвитку та забезпечення життєдіяльності Збройних Сил України, досягнення високих показників у військовій, науковій, освітянській та інших сферах діяльності, бездоганну сумлінну службу (працю).[джерело?]